# Elaphoglossum chrysopogon
Elaphoglossum chrysopogon är en träjonväxtart som beskrevs av John T. Mickel. Elaphoglossum chrysopogon ingår i släktet Elaphoglossum och familjen Dryopteridaceae. Inga underarter finns listade.